# تروفيو ألفريدو بيندا كومون دي سيتيجليو 2025
تروفيو ألفريدو بيندا كومون دي سيتيجليو 2025 (بالإيطالية: Trofeo Alfredo Binda - Comune di Cittiglio 2025) هو سباق دراجات هوائية من فئة  1.1، وهو الموسم التاسع والأربعين من تروفيو ألفريدو بيندا كومون دي سيتيجليو، وأقيم في 16 مارس 2025 ضمن سباقات طواف العالم للدراجات للسيدات 2025.
فاز بالمركز الأول إليسا بالسامو، وحلَّ في المركز الثاني Blanka Kata Vas ‏، بينما جاء Cat Ferguson ‏ في المركز الثالث.

## الفرق
| فرق سيدات عالمية (15)- Lidl–Trek (women's team) ‏ - يو أي أيه تيم 2025 ‏ - FDJ–Suez ‏ - إس دي وركس ‏ - كانيون–إس آر إيه إم ‏ - جامبو فيسما للسيدات ‏ - إن إكس تي جي ريسينغ ‏ - Ceratizit Pro Cycling ‏ - بلانتور بورا سيلينج تيم ‏ - رالي سايكلنج ‏ - Liv AlUla Jayco ‏ - موفيستار للسيدات ‏ - فريق كوجياس ميتلر لوك برو للدراجات ‏ - فريق سنويب للسيدات ‏ - فريق أونو إكس برو للدراجات للسيدات ‏ فرق سيدات احترافية (3)- Cofidis Women Team ‏ - EF Education–Oatly ‏ - لابورال كوتكسا فونداسيون يوسكادي ‏ فرق دراجات قارية سيدات (6)- Aromitalia–Basso Bikes–Vaiano ‏ - بيبينك ‏ - Born To Win–Zhiraf–G20 ‏ - Isolmant–Premac–Vittoria ‏ - Team Mendelspeck ‏ - توب قيرلز فسى برتولو ‏ |  |
| |  |

## المشاركون
| Lidl–Trek (women's team) ‏ LTK | Lidl–Trek (women's team) ‏ LTK | Lidl–Trek (women's team) ‏ LTK |
| ----------------------------- | ----------------------------- | ----------------------------- |
| م                             | عداء                          | مرتبة                         |
| 1                             | إليسا بالسامو                 | 1                             |
| 2                             | Lizzie Deignan                | 89                            |
| 3                             | Niamh Fisher-Black ‏           | 38                            |
| 4                             | ريجان ماركوس                  | لم يكمل السباق                |
| 5                             | Lauretta Hanson ‏              | لم يكمل السباق                |
| 6                             | أماندا سبرات                  | 52                            |

| يو أي أيه تيم ‏ UAD | يو أي أيه تيم ‏ UAD          | يو أي أيه تيم ‏ UAD |
| ------------------ | --------------------------- | ------------------ |
| م                  | عداء                        | مرتبة              |
| 11                 | إليسا ونغو بورغيني (طريق)   | 10                 |
| 12                 | Silvia Persico ‏             | لم يكمل السباق     |
| 13                 | Eleonora Gasparrini ‏        | 42                 |
| 14                 | برودي شابمان                | 54                 |
| 15                 | Karlijn Swinkels ‏           | 13                 |
| 16                 | Dominika Włodarczyk ‏ (طريق) | 15                 |

| FDJ–Suez ‏ TFS | FDJ–Suez ‏ TFS    | FDJ–Suez ‏ TFS |
| ------------- | ---------------- | ------------- |
| م             | عداء             | مرتبة         |
| 21            | ديمي فوليرينغ    | 11            |
| 22            | Nina Buijsman ‏   | 66            |
| 23            | Léa Curinier ‏    | 63            |
| 24            | Évita Muzic ‏     | 29            |
| 25            | Églantine Rayer ‏ | 74            |
| 26            | Alessia Vigilia ‏ | 81            |

| إس دي وركس ‏ SDW | إس دي وركس ‏ SDW    | إس دي وركس ‏ SDW |
| --------------- | ------------------ | --------------- |
| م               | عداء               | مرتبة           |
| 31              | أنا فان دير بريغين | 23              |
| 32              | إيلينا سيتشيني     | 68              |
| 33              | Femke Gerritse ‏    | 30              |
| 34              | Blanka Vas ‏ (طريق) | 2               |
| 35              | Mikayla Harvey ‏    | 48              |
| 36              | SUI                | 19              |

| كانيون–إس آر إيه إم ‏ CSZ | كانيون–إس آر إيه إم ‏ CSZ | كانيون–إس آر إيه إم ‏ CSZ |
| ------------------------ | ------------------------ | ------------------------ |
| م                        | عداء                     | مرتبة                    |
| 41                       | ثريا بالادين             | 25                       |
| 42                       | Ricarda Bauernfeind ‏     | لم يكمل السباق           |
| 43                       | Neve Bradbury ‏           | 85                       |
| 44                       | أنطونيا نيدرماير         | 37                       |
| 45                       | سيسيلي أوتوب لودفيغ      | 28                       |
| 46                       | Alice Towers ‏            | 34                       |

| جامبو فيسما للسيدات ‏ TVL | جامبو فيسما للسيدات ‏ TVL | جامبو فيسما للسيدات ‏ TVL |
| ------------------------ | ------------------------ | ------------------------ |
| م                        | عداء                     | مرتبة                    |
| 51                       | ماريان فوس               | 4                        |
| 52                       | بولين فيرون-برفوت        | 18                       |
| 53                       | Fem van Empel ‏           | لم يكمل السباق           |
| 54                       | Marion Bunel ‏            | 88                       |
| 55                       | Maud Oudeman ‏            | 62                       |
| 56                       | Rosita Reijnhout ‏        | 46                       |

| إن إكس تي جي ريسينغ ‏ AGS | إن إكس تي جي ريسينغ ‏ AGS | إن إكس تي جي ريسينغ ‏ AGS |
| ------------------------ | ------------------------ | ------------------------ |
| م                        | عداء                     | مرتبة                    |
| 61                       | Mireia Benito ‏           | 50                       |
| 62                       | Julia Borgström ‏         | 83                       |
| 63                       | Justine Ghekiere ‏        | 17                       |
| 64                       | كيمبرلي لي كورت (طريق)   | 9                        |
| 65                       | Alexandra Manly ‏         | 84                       |
| 66                       | Julie Van de Velde ‏      | 95                       |

| Ceratizit Pro Cycling ‏ CTC | Ceratizit Pro Cycling ‏ CTC | Ceratizit Pro Cycling ‏ CTC |
| -------------------------- | -------------------------- | -------------------------- |
| م                          | عداء                       | مرتبة                      |
| 71                         | Sara Fiorin ‏               | لم يكمل السباق             |
| 72                         | Elena Hartmann ‏            | 35                         |
| 73                         | Fariba Hashimi ‏            | لم يكمل السباق             |
| 74                         | Marta Jaskulska ‏           | 60                         |
| 75                         | Célia Le Mouel ‏            | لم يكمل السباق             |
| 76                         | Sarah Van Dam ‏             | لم يكمل السباق             |

| بلانتور بورا سيلينج تيم ‏ FDC | بلانتور بورا سيلينج تيم ‏ FDC | بلانتور بورا سيلينج تيم ‏ FDC |
| ---------------------------- | ---------------------------- | ---------------------------- |
| م                            | عداء                         | مرتبة                        |
| 81                           | Puck Pieterse ‏               | 7                            |
| 82                           | Carina Schrempf ‏             | 44                           |
| 83                           | Yara Kastelijn ‏              | 53                           |
| 84                           | Flora Perkins ‏               | 64                           |
| 85                           | Sara Casasola ‏               | 49                           |
| 86                           | Annemarie Worst ‏             | 47                           |

| رالي سايكلنج ‏ HPH | رالي سايكلنج ‏ HPH   | رالي سايكلنج ‏ HPH |
| ----------------- | ------------------- | ----------------- |
| م                 | عداء                | مرتبة             |
| 91                | Giada Borghesi ‏     | 80                |
| 92                | Carlotta Cipressi‏   | 78                |
| 93                | ثاليتا دي جونج      | لم يكمل السباق    |
| 94                | Katia Ragusa ‏       | لم يكمل السباق    |
| 95                | Barbara Malcotti ‏   | 27                |
| 96                | Mona Mitterwallner ‏ | 69                |

| Liv AlUla Jayco ‏ LIV | Liv AlUla Jayco ‏ LIV     | Liv AlUla Jayco ‏ LIV |
| -------------------- | ------------------------ | -------------------- |
| م                    | عداء                     | مرتبة                |
| 101                  | Caroline Andersson ‏      | 33                   |
| 102                  | Ella Wyllie ‏             | 26                   |
| 103                  | ليتيزيا باتيرنوستر       | 5                    |
| 104                  | Monica Trinca Colonel ‏   | 8                    |
| 105                  | مارغريتا فيكتوريا غارسيا | 36                   |
| 106                  | Silke Smulders ‏          | 21                   |

| موفيستار للسيدات ‏ MOV | موفيستار للسيدات ‏ MOV         | موفيستار للسيدات ‏ MOV |
| --------------------- | ----------------------------- | --------------------- |
| م                     | عداء                          | مرتبة                 |
| 111                   | Olivia Baril ‏ (طريق)          | 12                    |
| 112                   | Jelena Erić (cyclist) ‏ (طريق) | 59                    |
| 113                   | سارا مارتين                   | 90                    |
| 114                   | Mareille Meijering ‏           | 51                    |
| 115                   | Paula Patiño ‏                 | 56                    |
| 116                   | Cat Ferguson ‏                 | 3                     |

| فريق كوجياس ميتلر لوك برو للدراجات ‏ CGS | فريق كوجياس ميتلر لوك برو للدراجات ‏ CGS | فريق كوجياس ميتلر لوك برو للدراجات ‏ CGS |
| --------------------------------------- | --------------------------------------- | --------------------------------------- |
| م                                       | عداء                                    | مرتبة                                   |
| 121                                     | إيلينا بيروني                           | لم يكمل السباق                          |
| 122                                     | Morgane Coston ‏                         | 41                                      |
| 123                                     | SUI                                     | 31                                      |
| 124                                     | Vittoria Ruffilli‏                       | لم يكمل السباق                          |
| 125                                     | Giulia Giuliani‏                         | 75                                      |

| فريق سنويب للسيدات ‏ TPP | فريق سنويب للسيدات ‏ TPP | فريق سنويب للسيدات ‏ TPP |
| ----------------------- | ----------------------- | ----------------------- |
| م                       | عداء                    | مرتبة                   |
| 131                     | Francesca Barale ‏       | 45                      |
| 132                     | مارتا كافالي            | 22                      |
| 133                     | Eleonora Ciabocco ‏      | 67                      |
| 134                     | فايفر جورجي (طريق)      | 16                      |
| 135                     | Becky Storrie ‏          | 65                      |
| 136                     | Nienke Vinke ‏           | 43                      |

| فريق أونو إكس برو للدراجات للسيدات ‏ UXM | فريق أونو إكس برو للدراجات للسيدات ‏ UXM | فريق أونو إكس برو للدراجات للسيدات ‏ UXM |
| --------------------------------------- | --------------------------------------- | --------------------------------------- |
| م                                       | عداء                                    | مرتبة                                   |
| 141                                     | أنوسكا كوستر                            | 79                                      |
| 142                                     | إلينور باركر                            | لم يكمل السباق                          |
| 143                                     | Katrine Aalerud ‏                        | 24                                      |
| 144                                     | Mie Bjørndal Ottestad ‏ (طريق)           | 32                                      |
| 146                                     | Kamilla Aasebø ‏                         | لم يكمل السباق                          |

| Cofidis Women Team ‏ COF | Cofidis Women Team ‏ COF | Cofidis Women Team ‏ COF |
| ----------------------- | ----------------------- | ----------------------- |
| م                       | عداء                    | مرتبة                   |
| 151                     | Julie Bego ‏             | 61                      |
| 152                     | Victorie Guilman ‏       | 87                      |
| 153                     | كلارا كوبينبرج          | لم يكمل السباق          |
| 154                     | هانا لودفيغ             | لم يبدأ                 |
| 155                     | Nikola Nosková ‏         | لم يكمل السباق          |
| 156                     | Nadia Quagliotto ‏       | 14                      |

| EF Education–Oatly ‏ EFC | EF Education–Oatly ‏ EFC | EF Education–Oatly ‏ EFC |
| ----------------------- | ----------------------- | ----------------------- |
| م                       | عداء                    | مرتبة                   |
| 161                     | Magdeleine Vallieres ‏   | 40                      |
| 162                     | Kim Cadzow ‏ (طريق)      | لم يكمل السباق          |
| 163                     | Noemi Rüegg ‏ (طريق)     | 6                       |
| 164                     | Henrietta Christie ‏     | 86                      |
| 165                     | Veronica Ewers ‏         | 70                      |
| 166                     | Cédrine Kerbaol ‏        | 20                      |

| لابورال كوتكسا فونداسيون يوسكادي ‏ LKF | لابورال كوتكسا فونداسيون يوسكادي ‏ LKF | لابورال كوتكسا فونداسيون يوسكادي ‏ LKF |
| ------------------------------------- | ------------------------------------- | ------------------------------------- |
| م                                     | عداء                                  | مرتبة                                 |
| 171                                   | Yuliia Biriukova ‏                     | لم يكمل السباق                        |
| 172                                   | Usoa Ostolaza ‏ (طريق)                 | 39                                    |
| 173                                   | أني سانستيبان                         | 57                                    |
| 174                                   | Debora Silvestri ‏                     | لم يكمل السباق                        |
| 175                                   | Catalina Soto ‏                        | لم يكمل السباق                        |
| 176                                   | Laura Tomasi ‏                         | 82                                    |

| Aromitalia–Basso Bikes–Vaiano ‏ VAI | Aromitalia–Basso Bikes–Vaiano ‏ VAI | Aromitalia–Basso Bikes–Vaiano ‏ VAI |
| ---------------------------------- | ---------------------------------- | ---------------------------------- |
| م                                  | عداء                               | مرتبة                              |
| 181                                | Irene Affolati‏                     | لم يكمل السباق                     |
| 182                                | Romina Costantini‏                  | لم يكمل السباق                     |
| 183                                | ITA                                | 93                                 |
| 184                                | راسا ليليفيتو                      | 76                                 |
| 185                                | Alice Papo ‏                        | لم يكمل السباق                     |
| 186                                | Hanna Tserakh ‏                     | 55                                 |

| بيبينك ‏ BPK | بيبينك ‏ BPK     | بيبينك ‏ BPK    |
| ----------- | --------------- | -------------- |
| م           | عداء            | مرتبة          |
| 191         | Gaia Segato‏     | 58             |
| 192         | Elisa Valtulini‏ | 72             |
| 193         | GER             | لم يكمل السباق |
| 194         | ITA             | لم يكمل السباق |
| 195         | ITA             | 77             |
| 196         | Irene Cagnazzo‏  | لم يكمل السباق |

| Born To Win–Zhiraf–G20 ‏ BZB | Born To Win–Zhiraf–G20 ‏ BZB | Born To Win–Zhiraf–G20 ‏ BZB |
| --------------------------- | --------------------------- | --------------------------- |
| م                           | عداء                        | مرتبة                       |
| 201                         | Gemma Sernissi ‏             | لم يكمل السباق              |
| 202                         | ITA                         | لم يكمل السباق              |
| 203                         | Giorgia Serena‏              | لم يكمل السباق              |
| 204                         | ديانا كليموفا               | لم يكمل السباق              |
| 205                         | ITA                         | لم يكمل السباق              |
| 206                         | SLO                         | لم يكمل السباق              |

| Isolmant–Premac–Vittoria ‏ SBT | Isolmant–Premac–Vittoria ‏ SBT | Isolmant–Premac–Vittoria ‏ SBT |
| ----------------------------- | ----------------------------- | ----------------------------- |
| م                             | عداء                          | مرتبة                         |
| 211                           | Valeria Curnis‏                | لم يكمل السباق                |
| 212                           | Beatrice Rossato ‏             | 73                            |
| 213                           | Federica Piergiovanni ‏        | 91                            |
| 214                           | Sonia Rossetti‏                | لم يكمل السباق                |
| 215                           | ITA                           | لم يكمل السباق                |
| 216                           | Sofia Arici‏                   | 92                            |

| Team Mendelspeck ‏ MDS | Team Mendelspeck ‏ MDS | Team Mendelspeck ‏ MDS |
| --------------------- | --------------------- | --------------------- |
| م                     | عداء                  | مرتبة                 |
| 221                   | Michela De Grandis‏    | لم يكمل السباق        |
| 222                   | Ilaria Prevedello‏     | لم يكمل السباق        |
| 223                   | ITA                   | لم يكمل السباق        |
| 224                   | Asia Sgaravato‏        | لم يكمل السباق        |
| 225                   | Emma Bernardi‏         | لم يكمل السباق        |
| 226                   | Alessia Sgrisleri‏     | لم يكمل السباق        |

| توب قيرلز فسى برتولو ‏ TOP | توب قيرلز فسى برتولو ‏ TOP | توب قيرلز فسى برتولو ‏ TOP |
| ------------------------- | ------------------------- | ------------------------- |
| م                         | عداء                      | مرتبة                     |
| 231                       | ITA                       | 71                        |
| 232                       | ITA                       | لم يكمل السباق            |
| 233                       | ITA                       | لم يكمل السباق            |
| 234                       | Chiara Reghini‏            | 94                        |
| 235                       | ITA                       | لم يكمل السباق            |
| 236                       | ITA                       | لم يكمل السباق            |

| Lidl–Trek (women's team) ‏ LTK | Lidl–Trek (women's team) ‏ LTK | Lidl–Trek (women's team) ‏ LTK |
| ----------------------------- | ----------------------------- | ----------------------------- |
| م                             | عداء                          | مرتبة                         |
| 1                             | إليسا بالسامو                 | 1                             |
| 2                             | Lizzie Deignan                | 89                            |
| 3                             | Niamh Fisher-Black ‏           | 38                            |
| 4                             | ريجان ماركوس                  | لم يكمل السباق                |
| 5                             | Lauretta Hanson ‏              | لم يكمل السباق                |
| 6                             | أماندا سبرات                  | 52                            |

| يو أي أيه تيم ‏ UAD | يو أي أيه تيم ‏ UAD          | يو أي أيه تيم ‏ UAD |
| ------------------ | --------------------------- | ------------------ |
| م                  | عداء                        | مرتبة              |
| 11                 | إليسا ونغو بورغيني (طريق)   | 10                 |
| 12                 | Silvia Persico ‏             | لم يكمل السباق     |
| 13                 | Eleonora Gasparrini ‏        | 42                 |
| 14                 | برودي شابمان                | 54                 |
| 15                 | Karlijn Swinkels ‏           | 13                 |
| 16                 | Dominika Włodarczyk ‏ (طريق) | 15                 |

| FDJ–Suez ‏ TFS | FDJ–Suez ‏ TFS    | FDJ–Suez ‏ TFS |
| ------------- | ---------------- | ------------- |
| م             | عداء             | مرتبة         |
| 21            | ديمي فوليرينغ    | 11            |
| 22            | Nina Buijsman ‏   | 66            |
| 23            | Léa Curinier ‏    | 63            |
| 24            | Évita Muzic ‏     | 29            |
| 25            | Églantine Rayer ‏ | 74            |
| 26            | Alessia Vigilia ‏ | 81            |

| إس دي وركس ‏ SDW | إس دي وركس ‏ SDW    | إس دي وركس ‏ SDW |
| --------------- | ------------------ | --------------- |
| م               | عداء               | مرتبة           |
| 31              | أنا فان دير بريغين | 23              |
| 32              | إيلينا سيتشيني     | 68              |
| 33              | Femke Gerritse ‏    | 30              |
| 34              | Blanka Vas ‏ (طريق) | 2               |
| 35              | Mikayla Harvey ‏    | 48              |
| 36              | SUI                | 19              |

| كانيون–إس آر إيه إم ‏ CSZ | كانيون–إس آر إيه إم ‏ CSZ | كانيون–إس آر إيه إم ‏ CSZ |
| ------------------------ | ------------------------ | ------------------------ |
| م                        | عداء                     | مرتبة                    |
| 41                       | ثريا بالادين             | 25                       |
| 42                       | Ricarda Bauernfeind ‏     | لم يكمل السباق           |
| 43                       | Neve Bradbury ‏           | 85                       |
| 44                       | أنطونيا نيدرماير         | 37                       |
| 45                       | سيسيلي أوتوب لودفيغ      | 28                       |
| 46                       | Alice Towers ‏            | 34                       |

| جامبو فيسما للسيدات ‏ TVL | جامبو فيسما للسيدات ‏ TVL | جامبو فيسما للسيدات ‏ TVL |
| ------------------------ | ------------------------ | ------------------------ |
| م                        | عداء                     | مرتبة                    |
| 51                       | ماريان فوس               | 4                        |
| 52                       | بولين فيرون-برفوت        | 18                       |
| 53                       | Fem van Empel ‏           | لم يكمل السباق           |
| 54                       | Marion Bunel ‏            | 88                       |
| 55                       | Maud Oudeman ‏            | 62                       |
| 56                       | Rosita Reijnhout ‏        | 46                       |

| إن إكس تي جي ريسينغ ‏ AGS | إن إكس تي جي ريسينغ ‏ AGS | إن إكس تي جي ريسينغ ‏ AGS |
| ------------------------ | ------------------------ | ------------------------ |
| م                        | عداء                     | مرتبة                    |
| 61                       | Mireia Benito ‏           | 50                       |
| 62                       | Julia Borgström ‏         | 83                       |
| 63                       | Justine Ghekiere ‏        | 17                       |
| 64                       | كيمبرلي لي كورت (طريق)   | 9                        |
| 65                       | Alexandra Manly ‏         | 84                       |
| 66                       | Julie Van de Velde ‏      | 95                       |

| Ceratizit Pro Cycling ‏ CTC | Ceratizit Pro Cycling ‏ CTC | Ceratizit Pro Cycling ‏ CTC |
| -------------------------- | -------------------------- | -------------------------- |
| م                          | عداء                       | مرتبة                      |
| 71                         | Sara Fiorin ‏               | لم يكمل السباق             |
| 72                         | Elena Hartmann ‏            | 35                         |
| 73                         | Fariba Hashimi ‏            | لم يكمل السباق             |
| 74                         | Marta Jaskulska ‏           | 60                         |
| 75                         | Célia Le Mouel ‏            | لم يكمل السباق             |
| 76                         | Sarah Van Dam ‏             | لم يكمل السباق             |

| بلانتور بورا سيلينج تيم ‏ FDC | بلانتور بورا سيلينج تيم ‏ FDC | بلانتور بورا سيلينج تيم ‏ FDC |
| ---------------------------- | ---------------------------- | ---------------------------- |
| م                            | عداء                         | مرتبة                        |
| 81                           | Puck Pieterse ‏               | 7                            |
| 82                           | Carina Schrempf ‏             | 44                           |
| 83                           | Yara Kastelijn ‏              | 53                           |
| 84                           | Flora Perkins ‏               | 64                           |
| 85                           | Sara Casasola ‏               | 49                           |
| 86                           | Annemarie Worst ‏             | 47                           |

| رالي سايكلنج ‏ HPH | رالي سايكلنج ‏ HPH   | رالي سايكلنج ‏ HPH |
| ----------------- | ------------------- | ----------------- |
| م                 | عداء                | مرتبة             |
| 91                | Giada Borghesi ‏     | 80                |
| 92                | Carlotta Cipressi‏   | 78                |
| 93                | ثاليتا دي جونج      | لم يكمل السباق    |
| 94                | Katia Ragusa ‏       | لم يكمل السباق    |
| 95                | Barbara Malcotti ‏   | 27                |
| 96                | Mona Mitterwallner ‏ | 69                |

| Liv AlUla Jayco ‏ LIV | Liv AlUla Jayco ‏ LIV     | Liv AlUla Jayco ‏ LIV |
| -------------------- | ------------------------ | -------------------- |
| م                    | عداء                     | مرتبة                |
| 101                  | Caroline Andersson ‏      | 33                   |
| 102                  | Ella Wyllie ‏             | 26                   |
| 103                  | ليتيزيا باتيرنوستر       | 5                    |
| 104                  | Monica Trinca Colonel ‏   | 8                    |
| 105                  | مارغريتا فيكتوريا غارسيا | 36                   |
| 106                  | Silke Smulders ‏          | 21                   |

| موفيستار للسيدات ‏ MOV | موفيستار للسيدات ‏ MOV         | موفيستار للسيدات ‏ MOV |
| --------------------- | ----------------------------- | --------------------- |
| م                     | عداء                          | مرتبة                 |
| 111                   | Olivia Baril ‏ (طريق)          | 12                    |
| 112                   | Jelena Erić (cyclist) ‏ (طريق) | 59                    |
| 113                   | سارا مارتين                   | 90                    |
| 114                   | Mareille Meijering ‏           | 51                    |
| 115                   | Paula Patiño ‏                 | 56                    |
| 116                   | Cat Ferguson ‏                 | 3                     |

| فريق كوجياس ميتلر لوك برو للدراجات ‏ CGS | فريق كوجياس ميتلر لوك برو للدراجات ‏ CGS | فريق كوجياس ميتلر لوك برو للدراجات ‏ CGS |
| --------------------------------------- | --------------------------------------- | --------------------------------------- |
| م                                       | عداء                                    | مرتبة                                   |
| 121                                     | إيلينا بيروني                           | لم يكمل السباق                          |
| 122                                     | Morgane Coston ‏                         | 41                                      |
| 123                                     | SUI                                     | 31                                      |
| 124                                     | Vittoria Ruffilli‏                       | لم يكمل السباق                          |
| 125                                     | Giulia Giuliani‏                         | 75                                      |

| فريق سنويب للسيدات ‏ TPP | فريق سنويب للسيدات ‏ TPP | فريق سنويب للسيدات ‏ TPP |
| ----------------------- | ----------------------- | ----------------------- |
| م                       | عداء                    | مرتبة                   |
| 131                     | Francesca Barale ‏       | 45                      |
| 132                     | مارتا كافالي            | 22                      |
| 133                     | Eleonora Ciabocco ‏      | 67                      |
| 134                     | فايفر جورجي (طريق)      | 16                      |
| 135                     | Becky Storrie ‏          | 65                      |
| 136                     | Nienke Vinke ‏           | 43                      |

| فريق أونو إكس برو للدراجات للسيدات ‏ UXM | فريق أونو إكس برو للدراجات للسيدات ‏ UXM | فريق أونو إكس برو للدراجات للسيدات ‏ UXM |
| --------------------------------------- | --------------------------------------- | --------------------------------------- |
| م                                       | عداء                                    | مرتبة                                   |
| 141                                     | أنوسكا كوستر                            | 79                                      |
| 142                                     | إلينور باركر                            | لم يكمل السباق                          |
| 143                                     | Katrine Aalerud ‏                        | 24                                      |
| 144                                     | Mie Bjørndal Ottestad ‏ (طريق)           | 32                                      |
| 146                                     | Kamilla Aasebø ‏                         | لم يكمل السباق                          |

| Cofidis Women Team ‏ COF | Cofidis Women Team ‏ COF | Cofidis Women Team ‏ COF |
| ----------------------- | ----------------------- | ----------------------- |
| م                       | عداء                    | مرتبة                   |
| 151                     | Julie Bego ‏             | 61                      |
| 152                     | Victorie Guilman ‏       | 87                      |
| 153                     | كلارا كوبينبرج          | لم يكمل السباق          |
| 154                     | هانا لودفيغ             | لم يبدأ                 |
| 155                     | Nikola Nosková ‏         | لم يكمل السباق          |
| 156                     | Nadia Quagliotto ‏       | 14                      |

| EF Education–Oatly ‏ EFC | EF Education–Oatly ‏ EFC | EF Education–Oatly ‏ EFC |
| ----------------------- | ----------------------- | ----------------------- |
| م                       | عداء                    | مرتبة                   |
| 161                     | Magdeleine Vallieres ‏   | 40                      |
| 162                     | Kim Cadzow ‏ (طريق)      | لم يكمل السباق          |
| 163                     | Noemi Rüegg ‏ (طريق)     | 6                       |
| 164                     | Henrietta Christie ‏     | 86                      |
| 165                     | Veronica Ewers ‏         | 70                      |
| 166                     | Cédrine Kerbaol ‏        | 20                      |

| لابورال كوتكسا فونداسيون يوسكادي ‏ LKF | لابورال كوتكسا فونداسيون يوسكادي ‏ LKF | لابورال كوتكسا فونداسيون يوسكادي ‏ LKF |
| ------------------------------------- | ------------------------------------- | ------------------------------------- |
| م                                     | عداء                                  | مرتبة                                 |
| 171                                   | Yuliia Biriukova ‏                     | لم يكمل السباق                        |
| 172                                   | Usoa Ostolaza ‏ (طريق)                 | 39                                    |
| 173                                   | أني سانستيبان                         | 57                                    |
| 174                                   | Debora Silvestri ‏                     | لم يكمل السباق                        |
| 175                                   | Catalina Soto ‏                        | لم يكمل السباق                        |
| 176                                   | Laura Tomasi ‏                         | 82                                    |

| Aromitalia–Basso Bikes–Vaiano ‏ VAI | Aromitalia–Basso Bikes–Vaiano ‏ VAI | Aromitalia–Basso Bikes–Vaiano ‏ VAI |
| ---------------------------------- | ---------------------------------- | ---------------------------------- |
| م                                  | عداء                               | مرتبة                              |
| 181                                | Irene Affolati‏                     | لم يكمل السباق                     |
| 182                                | Romina Costantini‏                  | لم يكمل السباق                     |
| 183                                | ITA                                | 93                                 |
| 184                                | راسا ليليفيتو                      | 76                                 |
| 185                                | Alice Papo ‏                        | لم يكمل السباق                     |
| 186                                | Hanna Tserakh ‏                     | 55                                 |

| بيبينك ‏ BPK | بيبينك ‏ BPK     | بيبينك ‏ BPK    |
| ----------- | --------------- | -------------- |
| م           | عداء            | مرتبة          |
| 191         | Gaia Segato‏     | 58             |
| 192         | Elisa Valtulini‏ | 72             |
| 193         | GER             | لم يكمل السباق |
| 194         | ITA             | لم يكمل السباق |
| 195         | ITA             | 77             |
| 196         | Irene Cagnazzo‏  | لم يكمل السباق |

| Born To Win–Zhiraf–G20 ‏ BZB | Born To Win–Zhiraf–G20 ‏ BZB | Born To Win–Zhiraf–G20 ‏ BZB |
| --------------------------- | --------------------------- | --------------------------- |
| م                           | عداء                        | مرتبة                       |
| 201                         | Gemma Sernissi ‏             | لم يكمل السباق              |
| 202                         | ITA                         | لم يكمل السباق              |
| 203                         | Giorgia Serena‏              | لم يكمل السباق              |
| 204                         | ديانا كليموفا               | لم يكمل السباق              |
| 205                         | ITA                         | لم يكمل السباق              |
| 206                         | SLO                         | لم يكمل السباق              |

| Isolmant–Premac–Vittoria ‏ SBT | Isolmant–Premac–Vittoria ‏ SBT | Isolmant–Premac–Vittoria ‏ SBT |
| ----------------------------- | ----------------------------- | ----------------------------- |
| م                             | عداء                          | مرتبة                         |
| 211                           | Valeria Curnis‏                | لم يكمل السباق                |
| 212                           | Beatrice Rossato ‏             | 73                            |
| 213                           | Federica Piergiovanni ‏        | 91                            |
| 214                           | Sonia Rossetti‏                | لم يكمل السباق                |
| 215                           | ITA                           | لم يكمل السباق                |
| 216                           | Sofia Arici‏                   | 92                            |

| Team Mendelspeck ‏ MDS | Team Mendelspeck ‏ MDS | Team Mendelspeck ‏ MDS |
| --------------------- | --------------------- | --------------------- |
| م                     | عداء                  | مرتبة                 |
| 221                   | Michela De Grandis‏    | لم يكمل السباق        |
| 222                   | Ilaria Prevedello‏     | لم يكمل السباق        |
| 223                   | ITA                   | لم يكمل السباق        |
| 224                   | Asia Sgaravato‏        | لم يكمل السباق        |
| 225                   | Emma Bernardi‏         | لم يكمل السباق        |
| 226                   | Alessia Sgrisleri‏     | لم يكمل السباق        |

| توب قيرلز فسى برتولو ‏ TOP | توب قيرلز فسى برتولو ‏ TOP | توب قيرلز فسى برتولو ‏ TOP |
| ------------------------- | ------------------------- | ------------------------- |
| م                         | عداء                      | مرتبة                     |
| 231                       | ITA                       | 71                        |
| 232                       | ITA                       | لم يكمل السباق            |
| 233                       | ITA                       | لم يكمل السباق            |
| 234                       | Chiara Reghini‏            | 94                        |
| 235                       | ITA                       | لم يكمل السباق            |
| 236                       | ITA                       | لم يكمل السباق            |

## التصنيف العام النهائي
| التصنيف العام         | التصنيف العام          | التصنيف العام             | التصنيف العام | التصنيف العام |
| المتسابقة             | المتسابقة              | الفريق                    | الوقت         |               |
| --------------------- | ---------------------- | ------------------------- | ------------- | ------------- |
| 1                     | إليسا بالسامو          | Lidl–Trek (women's team) ‏ | 4 س 00 د 19 ث |               |
| 2                     | Blanka Vas ‏            | إس دي وركس ‏               | + 0 ث         |               |
| 3                     | Cat Ferguson ‏          | موفيستار للسيدات ‏         | + 0 ث         |               |
| 4                     | ماريان فوس             | جامبو فيسما للسيدات ‏      | + 0 ث         |               |
| 5                     | ليتيزيا باتيرنوستر     | Liv AlUla Jayco ‏          | + 0 ث         |               |
| 6                     | Noemi Rüegg ‏           | EF Education–Oatly ‏       | + 0 ث         |               |
| 7                     | Puck Pieterse ‏         | بلانتور بورا سيلينج تيم ‏  | + 0 ث         |               |
| 8                     | Monica Trinca Colonel ‏ | Liv AlUla Jayco ‏          | + 0 ث         |               |
| 9                     | كيمبرلي لي كورت        | إن إكس تي جي ريسينغ ‏      | + 0 ث         |               |
| 10                    | إليسا ونغو بورغيني     | يو أي أيه تيم ‏            | + 0 ث         |               |
|                       |                        |                           |               |               |
| مصدر: ProCyclingStats |                        |                           |               |               |

## وصلات خارجية
- لمحة عن سباق تروفيو ألفريدو بيندا كومون دي سيتيجليو 2025 على موقع  ProCyclingStats   (برو  سايكلنج  ستاتس) - إحصاءات  محترفي  الدراجات.

- تروفيو ألفريدو بيندا كومون دي سيتيجليو 2025 على موقع إحصائيات الدراجات الإحترافية (الإنجليزية)